# Laniarius
Laniarius is een geslacht van zangvogels uit de familie Malaconotidae (bosklauwieren). De geslachtsnaam werd in 1816 door Louis Jean Pierre Vieillot geldig gepubliceerd. In het Nederlands heten deze vogels fiskaal, een oude benaming voor een soort klauwier. Andere namen die voor deze groep genoemd worden zijn "gonolek" en  "boeboe". 

## Kenmerken
Het zijn vaak opvallend fraai gekleurde vogels, maar er zijn ook soorten die voornamelijk zwart gekleurd zijn. 

## Leefwijze
Sommige soorten hebben een verborgen leefwijze. Willards fiskaal werd bijvoorbeeld pas in 1997 ontdekt en 13 jaar later wetenschappelijk beschreven. Ze lijken op klauwieren (Lanius) qua gedrag omdat zij ook vanaf een vast zitplaats jagen op grote insecten en andere kleine prooien. Vroeger werden ze dan ook ingedeeld in dezelfde familie.

## Verspreiding en leefgebied
Het zijn allemaal soorten die in Afrika voorkomen. 

## Taxonomie
Over de taxonomie (indeling in soorten en ondersoorten) bestaat geen consensus. De lijst hieronder is gebaseerd op de IOC World Bird List en wijkt vaak af van andere indelingen. 

## Soorten
Het geslacht kent de volgende soorten:
- Laniarius aethiopicus  – Ethiopische fiskaal
- Laniarius amboimensis  – Gabelafiskaal
- Laniarius atrococcineus  – Burchells fiskaal
- Laniarius atroflavus  – Zwart-gele fiskaal
- Laniarius barbarus  – Goudkapfiskaal
- Laniarius bicolor  – Moerasfiskaal
- Laniarius brauni  – Angolafiskaal
- Laniarius erythrogaster  – Zwartkopfiskaal
- Laniarius ferrugineus  – Waterfiskaal
- Laniarius fuelleborni  – Fülleborns fiskaal
- Laniarius funebris  – Leikleurige fiskaal
- Laniarius holomelas  – Albertinebergfiskaal
- Laniarius leucorhynchus  – Zwarte fiskaal
- Laniarius luehderi  – Lühders fiskaal
- Laniarius major  – Tropische fiskaal
- Laniarius mufumbiri  – Papyrusfiskaal
- Laniarius nigerrimus  – Erlangers fiskaal
- Laniarius poensis  – Bergfiskaal
- Laniarius ruficeps  – Roodkruinfiskaal
- Laniarius sublacteus  – Cassins fiskaal
- Laniarius turatii  – Turati's fiskaal
- Laniarius willardi  – Willards fiskaal